# Elberton (Georgia)
Elberton – miasto w Stanach Zjednoczonych, w stanie Georgia, siedziba administracyjna hrabstwa Elbert. Miasto przypisuje sobie przydomek „Granitowej Stolicy Świata”.

## Historia
Miasto jest liderem sektora pomników cmentarnych w amerykańskim przemyśle opieki nad zmarłymi. Początkowo granit służył do odbudowy infrastruktury kolejowej zniszczonej podczas wojny secesyjnej; później, w 1889 r., otwarto pierwszy w mieście komercyjny kamieniołom dostarczający granit do fundamentów domów i kamieni kominowych. Sklep z pomnikami otwarto w 1897 roku przy McIntosh Street, a w miarę jak linie kolejowe stale poszerzały zasięg Elbertona i wykwalifikowani włoscy kamieniarze imigrowali do pracy w hrabstwie, tempo przemysłu stale rosło, zdobywając dla miasta tytuł „Granitowej Stolicy Świata”.